# Jonathan Routledge
Jonathan Routledge (Liverpool, 23 novembre 1989) è un ex calciatore inglese, di ruolo centrocampista.

## Carriera
Ha esordito in Premier League il 24 maggio 2009 contro il Portsmouth.
Nel prosieguo della carriera ha giocato anche 39 partite nella prima divisione scozzese, tutte con la maglia dell'Hamilton Academical.

## Palmarès

### Club

#### Competizioni giovanili
- FA Youth Cup: 2

Liverpool: 2005-2006, 2006-2007

#### Competizioni nazionali
- Campionato gallese: 5

The New Saints: 2016-2017, 2017-2018, 2018-2019, 2021-2022, 2022-2023
- Coppa del Galles: 3

The New Saints: 2018-2019, 2021-2022, 2022-2023
- Coppa di Lega gallese: 1

The New Saints: 2023-2024